# Neoplatyura anjouana
Neoplatyura anjouana är en tvåvingeart som beskrevs av Loïc Matile 1979. Neoplatyura anjouana ingår i släktet Neoplatyura och familjen platthornsmyggor. Inga underarter finns listade i Catalogue of Life.